# 대한민국 민법 제831조
대한민국 민법 제831조는 특유재산의 관리 등에 대한 민법 가족법 조문이다.

## 조문
제831조(특유재산의 관리 등) 부부는 그 특유재산을 각자 관리, 사용, 수익한다.

第831條(特有財産의 管理 等) 夫婦는 그 特有財産을 各自 管理, 使用, 收益한다.

## 같이 보기
- 혼인신고